# Japanische Badmintonmeisterschaft 2009
Die Japanische Badmintonmeisterschaft 2009 fand vom 1. bis zum 6. Dezember 2009 in Tokio statt. Es war die 63. Austragung der nationalen Titelkämpfe im Badminton in Japan.

## Medaillengewinner
| Disziplin    | Gold                                | Silber                        | Bronze                           |
| ------------ | ----------------------------------- | ----------------------------- | -------------------------------- |
| Herreneinzel | Ken’ichi Tago                       | Shō Sasaki                    | Kazushi Yamada                   |
| Herreneinzel | Ken’ichi Tago                       | Shō Sasaki                    | Shoji Sato                       |
| Dameneinzel  | Eriko Hirose                        | Yū Hirayama                   | Misaki Matsutomo                 |
| Dameneinzel  | Eriko Hirose                        | Yū Hirayama                   | Ai Goto                          |
| Herrendoppel | Noriyasu Hirata Hirokatsu Hashimoto | Kenta Kazuno Kenichi Hayakawa | Yoshiteru Hirobe Hajime Komiyama |
| Herrendoppel | Noriyasu Hirata Hirokatsu Hashimoto | Kenta Kazuno Kenichi Hayakawa | Naoki Kawamae Shoji Sato         |
| Damendoppel  | Shizuka Matsuo Mami Naitō           | Satoko Suetsuna Miyuki Maeda  | Aki Akao Yasuyo Imabeppu         |
| Damendoppel  | Shizuka Matsuo Mami Naitō           | Satoko Suetsuna Miyuki Maeda  | Reika Kakiiwa Mizuki Fujii       |
| Mixed        | Noriyasu Hirata Miyuki Maeda        | Shintarō Ikeda Reiko Shiota   | Yoshiteru Hirobe Yūko Kanamori   |
| Mixed        | Noriyasu Hirata Miyuki Maeda        | Shintarō Ikeda Reiko Shiota   | Naoki Kawamae Miyuki Tai         |